# Glènne Riepe
De Glènne Riepe (soms: Glinne Riepe of Glinde Riepe) is de (Groningse) bijnaam van de noordkant van de Vismarkt in de stad Groningen.
De naam betekent heet, warm of gloeiend (glèn) trottoir (riepe). Dit is een verwijzing naar de temperatuur op een mooie zomerdag, en het vormt een tegenstelling met de schaduwrijke zuidkant, die dan ook de koude kant wordt genoemd. Het Koude Gat (Gronings: Kòlle gat), een kleine, gedeeltelijk overdekte en daardoor vaak tochtige steeg die van de Herestraat naar de Vismarkt loopt, komt uit op de koude, zuidelijke kant.
De meeste winkels bevinden zich aan de warme noordzijde. Deze kant stond vanwege deze 'kremers' ook bekend als de Kremerriepe. Traditioneel vindt op de Glènne Riepe de pantoffelparade plaats. Dat verklaart waarom de overkant ook wel aangeduid wordt als de stille kant.
Een van de meest kenmerkende panden aan de Glènne Riepe in het begin van de 20e eeuw was het pand van de Grand Bazar Français (later Galeries Modernes), dat in 1904 verrees als eerste warenhuis van Groningen. In 1939 ging het pand in vlammen op bij een van de grootste branden van de stad in de 20e eeuw.

## Grote Markt
In het verleden werd ook de noordzijde van de Grote Markt Glènne Riepe genoemd. Ook de andere kanten van de markt hadden vergelijkbare namen. De oostkant was de Korenriepe, zuidzijde deels de Slagtersriepe en deels de Guldenriepe. De Guldenriepe komt ongeveer overeen met wat nu Tussen Beide Markten heet. De Guldenriepe was waarschijnlijk genoemd naar een wijnhuis op de hoek met de Guldenstraat, dat Het Gulden Hoofd heette. Het is dus niet, zoals wel wordt gedacht, genoemd naar het Goudkantoor. Overigens is bekend dat er ook panden in de Guldenstraat waren met de namen: De Gulden Roemer en De Gulden Hoed.